# Agnes Geraghty
Pour les articles homonymes, voir Geraghty.
Agnes Geraghty, née le 26 novembre 1907 à New York et morte le 1er mars 1974 à Oceanside (New York), est une nageuse américaine, spécialiste de la brasse.

## Carrière
Agnes Geraghty remporte aux Jeux olympiques de 1924 à Paris la médaille d'argent du 200 mètres brasse. Elle est éliminée en demi-finales du 200 mètres brasse aux Jeux olympiques de 1928 à Amsterdam.